# شهرستان جکسون (جورجیا)
شهرستان جکسون، جورجیا (به انگلیسی: Jackson County, Georgia) یک سکونتگاه مسکونی در ایالات متحده آمریکا است که در جورجیا واقع شده است.